# 重修朝阳门石道碑
39°54′55″N 116°33′31″E / 39.915183°N 116.558577°E

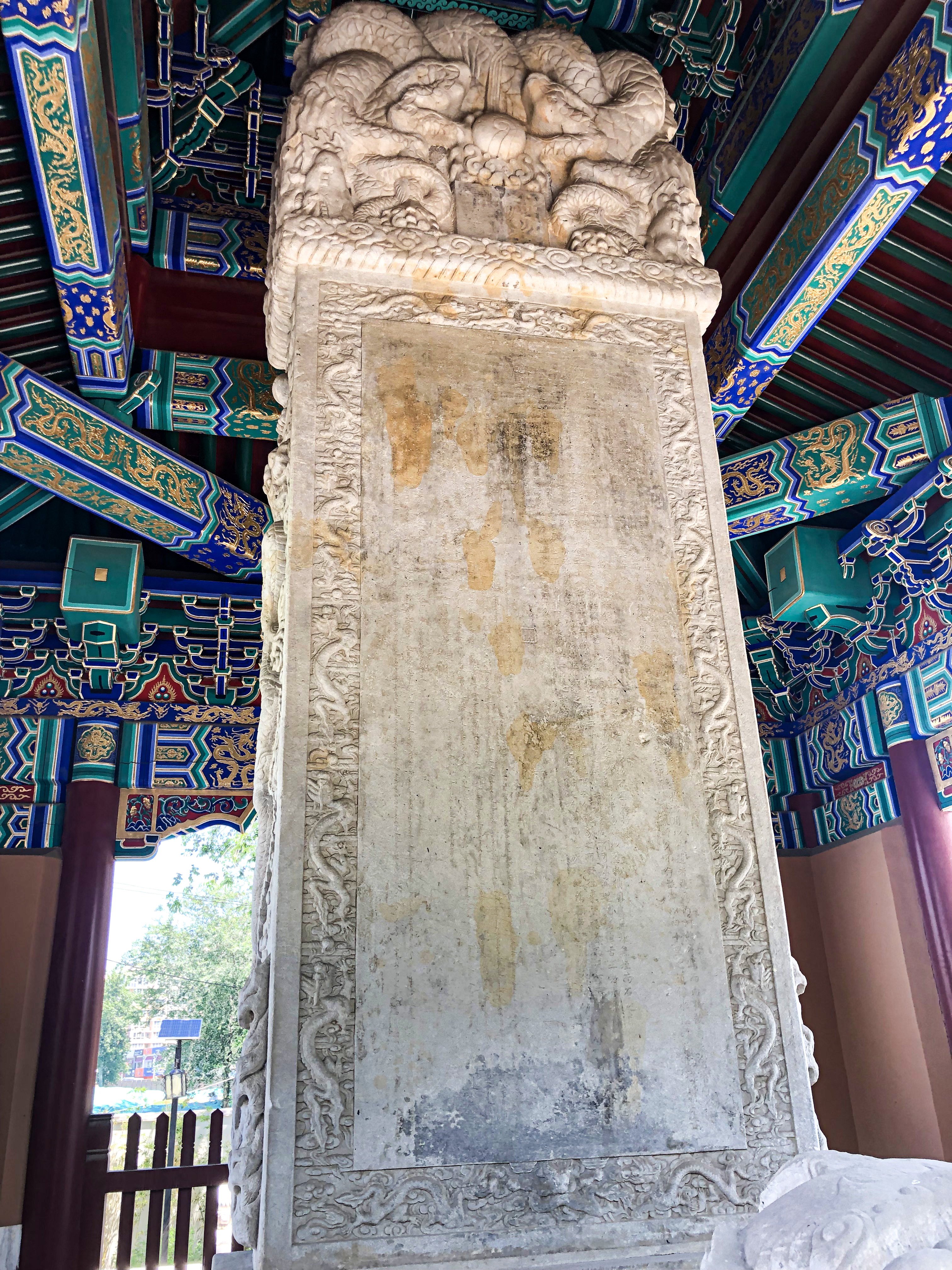
重修朝阳门石道碑（2021年6月摄）

重修朝阳门石道碑，位于北京市朝阳区三间房乡定福庄东村，朝阳路三间房路段北侧。2013年1月，朝阳区文化委员会为“重修朝阳门石道碑”立有“北京市朝阳区普查登记文物”牌。

## 历史
朝阳门石道（即京通石道，今朝阳路）最初修于清朝雍正七年八月（1729年）。根据立在八里桥东南角的雍正十一年的御制通州石道碑记载，“修石路计长五千五百八十八丈有奇，宽二丈。两傍修土道，各宽一丈五尺，长亦如之。其由通州新城旧城至各仓门及东西沿河两道，亦皆建修石路，共计长一千五十余丈，广一丈二尺及一丈五尺不等。费帑金三十四万三千四百八十四两有奇。经始于雍正七年八月至雍正八年五月告竣。”又据《重修朝阳门石道碑》记载，“经始乾隆丁丑十月越庚辰七月落成”，重修被誉为“国东门孔道”的朝阳门石道，“计延袤六千六百四十四丈有奇，支户部金二十八万四千九百有奇。”自从漕运开通以后，朝阳门石道负担着比通惠河水路运输更为繁重的陆路运输任务。自大运河运抵通州张家湾的粮贡物资，以人力或畜力经朝阳门石道运到北京城内，以供中央机构、守城军队、城内居民日常所需及储备。
重修朝阳门石道碑立于乾隆二十六年（1761年），由乾隆帝书写，记载重修朝阳门石道的缘由、经过、竣工年月。石道碑坐北朝南，由底座、螭首龟趺、碑身组成。整通石碑连同底座高约六七米。碑身宽约1.5米，四周刻精美花纹。碑身正面（南面）刻有满文及汉文碑文，其中汉文碑文题为“重修朝阳门石道碑文”，结尾处是“乾隆二十有六年岁在辛巳夏六月御笔”。石碑底部的文字有些已漫漶不清。碑身背面（北面）无碑文。

## 现状

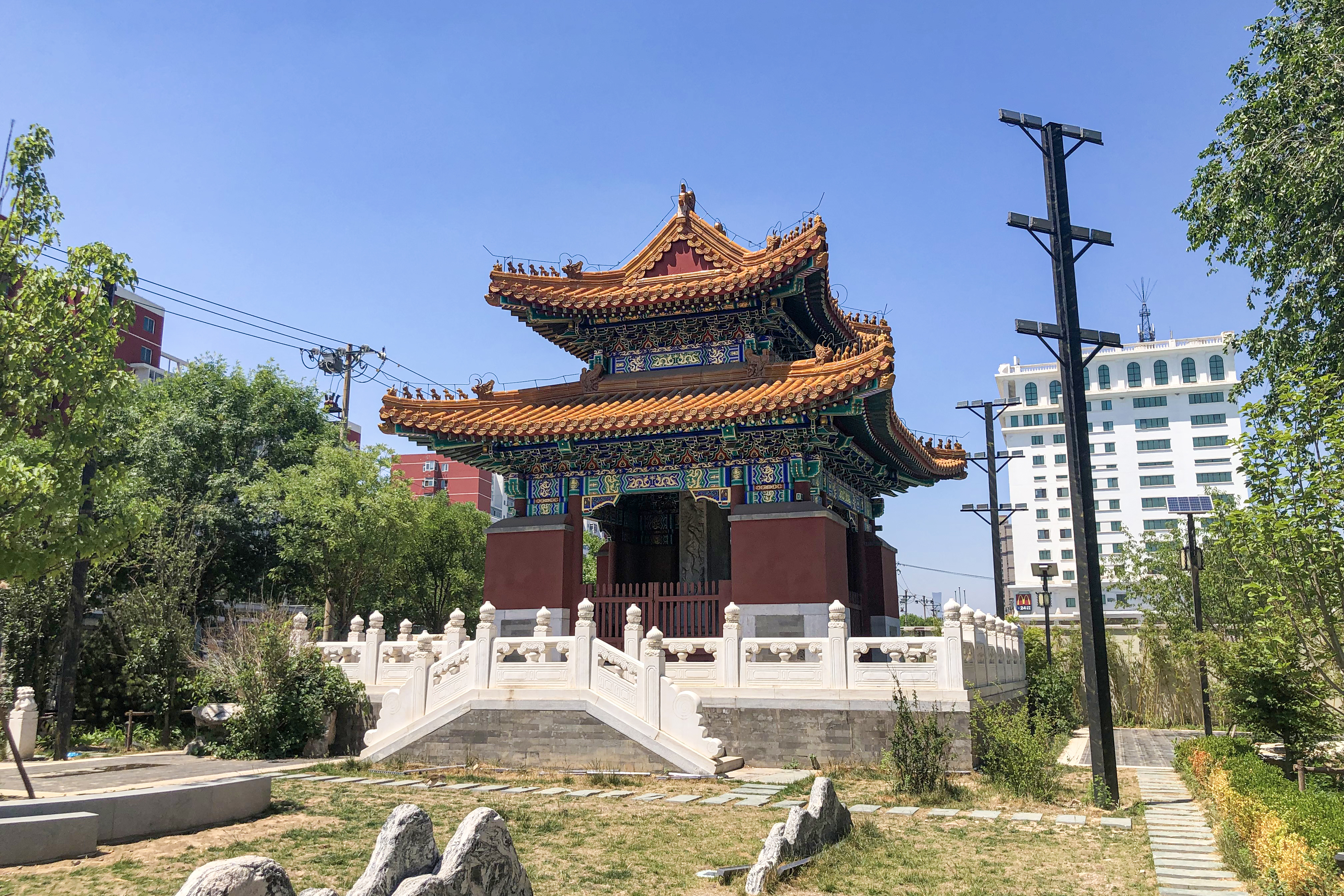
2021年6月拍摄，位于定福庄的碑亭及石道碑花园

中国国家图书馆网站提供的重修朝阳门石道碑的拓片刻立地为朝阳区东大桥。或说原在朝阳区三间房村西，朝阳路北侧50米处。该碑曾经配有黄琉璃瓦顶的碑亭，但碑亭现已无存。1984年，为保护石碑曾对碑座进行加固，周围设置铁栅护栏。
2009年该碑被盗，仅剩底座。2010年初，偷盗此碑者被抓获。碑身及螭首龟趺随后重新安放在原址的底座上。或说，因此在2010年将石碑移至朝阳路定福庄路南口过街天桥旁。
2013年《北京青年报》报道提及石道碑地址在朝阳路三间房路段北侧，道路斜对面是北京第二外国语学院北门。照片显示该碑为露天存放。所处土地四周是围墙，围墙上钉着朝阳区文化委员会2013年1月立的“北京市朝阳区普查登记文物”牌匾。报道称，该碑破坏较严重，周边环境脏乱，垃圾遍地。三间房地区办事处规划建设管理科的工作人员表示，该碑位于一拆迁地块中，未来在开发这块拆迁地块时会对该碑加以保护。
与御制通州石道碑类似，两处均按旧样复建碑亭。碑亭为12米高的四角琉璃亭，覆盖黄色琉璃瓦，双围柱，重檐歇山顶，雕梁画栋。或说是在2010年由朝阳区人民政府或文保部门复建。但碑亭复建时间与2013年《北京青年报》中，石道碑露天存放的情况冲突。2019年时，三间房乡启动环境卫生整治行动，完成碑亭周围垃圾清运。借鉴故宫寧壽宮花園的造园手法，建设一座1700平方米的口袋公园——石道碑花园。预备2019年10月正式开放。
永通桥与御制通州石道碑，以永通桥及石道碑之名列为全国重点文物保护单位——大运河在北京市的子项。有说，重修朝阳门石道碑亦是其中之一。但永通桥及石道碑在1984年列为第三批北京市文物保护单位时，并无重修朝阳门石道碑。